# Plan ferroviario en las provincias de Aysén y Chiloé
El plan ferroviario en las provincias de Aysén y Chiloé fue un proyecto desarrollado por el Departamento de Ferrocarriles del Ministerio de Obras Públicas de Chile a través del ingeniero Alberto Barriga Araya entre 1949 y 1952, y que buscaba crear una red de vías férreas que conectara las provincias de Chiloé y Aysén con el resto de Chile continental.

## Historia

### Antecedentes
El primer proyecto de línea férrea en la zona fue el del «Ferrocarril del Palena» desarrollado en 1906 por Frank Lumley, José Campelo y Guillermo Jones, quienes obtuvieron para uso ganadero y forestal en el distrito de Yelcho-Palena. Posteriormente, hacia 1938 se desarrolló un proyecto por parte del gobierno chileno que contemplaba una línea principal que partiría desde Puerto Aysén, pasando por el valle del río homónimo y por el valle del río Simpson para llegar hasta los distritos del lago Buenos Aires y del río Baker, además de un ramal secundario entre Puerto Aysén y Puerto Chacabuco, con una longitud total de 90 km.
La incorporación de los territorios de la zona de Aysén al resto del país mediante servicios de la Empresa de los Ferrocarriles del Estado se dio a través del Departamento Marítimo, más conocido como Ferronave, desde 1938, el cual operaba barcos a vapor que conectaban distintos puertos a lo largo de Chile. Diversos estudios realizados en los años 1940 coincidían en que la escasez de vías de comunicación era uno de los factores principales en el poco desarrollo de las provincias de Chiloé y Aysén.

### Desarrollo del proyecto
A fines de 1941 el Departamento de Ferrocarriles del Ministerio de Obras Públicas encargó a Augusto Grosse la exploración del eje Río Exploradores-Puerto Tranquilo a fin de crear una conexión directa entre el lago General Carrera y el Océano Pacífico.
En 1949 el Departamento de Ferrocarriles de la Dirección General de Obras Públicas encomendó nuevos estudios en detalle, nombrando esta vez al ingeniero Alberto Barriga Araya para que realizara expediciones de reconocimiento en la zona de Aysén a fin de definir el posible trazado del ferrocarril. El informe del proyecto definitivo fue presentado en Santiago de Chile en noviembre de 1952 y se propuso utilizar trocha métrica, además de contemplar dentro del material rodante 60 locomotoras (40 de carga y 20 de maniobra), 56 coches de pasajeros (10 de primera, 40 de tercera, 3 coches dormitorio y 3 coches comedor) y 1500 carros de carga.
El proyecto completo buscaba la conexión ferroviaria desde Osorno, pasando por Cochamó, hasta la zona de Aysén y llegando por el sur hasta Puerto Bajo Pisagua (cercano a la actual Caleta Tortel), sin embargo el tramo entre Osorno y Chaitén era descartado por el mismo ingeniero Barriga debido a la complejidad geográfica y la nula justificación económica para su realización. Ninguna de las líneas férreas propuestas por el plan fue construida, sin embargo algunos tramos del trazado planteado fueron posteriormente utilizados para la construcción de la Carretera Austral.

## Tramos propuestos
El plan ferroviario desarrollado por Alberto Barriga contemplaba su realización en 5 etapas, cada una con diferentes tramos y líneas proyectadas, alcanzando una longitud total de 1487 km.

### Primera etapa
| N.º | Tramo                      | Longitud |
| --- | -------------------------- | -------- |
| 1 | Bahía Erasmo-Puerto Murta  | 92 km    |
| Se iniciaría en el extremo norte del estuario Francisco, donde se planificaba construir un puerto. Correría por el valle del río Sorpresa hasta su nacimiento, cruzando por un portezuelo a 500 metros de altura para seguir por el valle del río Murta. |                            |          |
| 2 | Puerto Bertrand-La Colonia | 65 km    |
| El trazado seguiría el curso del río Baker, dando salida a la producción estimada en los valles del río Chacabuco y el lago Cochrane, junto al valle del río Colonia. |                            |          |
| 3 | Puerto Chacabuco-Balmaceda | 133 km   |
| Se iniciaría en la parte baja de la península Fontaine, cruzando el desagüe de la laguna Barros para seguir por la costa sur del río Aysén, cruzando hacia la ribera norte en Puerto Aysén y siguiendo por la orilla norte del río Simpson hasta su confluencia con el río Mañihuales, en donde vuelve a cruzar hacia el sur del río Simpson para retornar al norte al cruzar la cuesta Los Baguales. Posteriormente llega al valle del río Coyhaique y continúa su trazado hacia el oriente hasta alcanzar el pueblo de Balmaceda. |                            |          |

### Segunda etapa
| N.º | Tramo                         | Longitud |
| --- | ----------------------------- | -------- |
| 4 | Puerto Cisnes-Estancia Cisnes | 130 km   |
| Contemplaba 4 estaciones intermedias, siguiendo la orilla norte del río Cisnes, cruzando a la ribera sur aproximadamente en el km 70. |                               |          |
| 5 | Puerto Chacabuco-Bahía Erasmo | 85 km    |
| El trazado se iniciaba al oeste de Puerto Chacabuco para entrar al valle del lago Cóndor, bordeándolo por su ribera occidental pasando por los lagos Clara y Ellis, y cruzando por un portezuelo al valle del río Huemules para luego cruzar otro portezuelo hasta llegar a la bahía Erasmo.       |                               |          |
| 6 | Puerto Aysén-Puerto Cisnes    | 97 km    |
| Se inicia su recorrido en Puerto Aysén, siguiendo el valle del río de Los Palos y el río Pangal hasta su nacimiento, cruzando un portezuelo a 500 m de altura hacia los lagos Presidente Roosevelt, Copa y la laguna Escondida hasta llegar a Puerto Cisnes. Contemplaba 3 estaciones intermedias. |                               |          |

### Tercera etapa
| N.º | Tramo                     | Longitud |
| --- | ------------------------- | -------- |
| 7 | Rada Palena-Miraflores    | 50 km    |
| Su trazado se iniciaría en la desembocadura del río Palena, en un puerto que se proyectaba construir en la isla de Los Leones o en la rada de Piti Palena, para seguir por el borde sur del río hasta alcanzar el pueblo de Miraflores. |                           |          |
| 8 | Miraflores-Puerto Cisnes  | 110 km   |
| Comenzaría al norte de Puerto Cisnes bordeando el seno de Puyuhuapi, pasando cerca de la localidad homónima, siguiendo por el valle del lago Risopatrón hasta su unión con el río Palena. |                           |          |
| 9 | Miraflores-Lago Verde     | 73 km    |
| Desde Miraflores la vía correría por la orilla sur del río Palena, cruzando el río Rosselot y bordeándolo por el norte para seguir por el lago homónimo hasta el valle del río Figueroa, siguiendo por la ribera norte de este hasta su nacimiento en el lago Verde, donde se proyectaba construir un puerto. Contaría con 3 estaciones intermedias.         |                           |          |
| 10 | Miraflores-Puerto Ramírez | 82 km    |
| Se iniciaría en la confluencia de los ríos Rosselot y Palena, siguiendo por la ladera este del valle del Palena hacia el norte hasta su confluencia con el río Frío hasta bordear el cerro Blanco, para luego cruzar por un portezuelo a 500 metros de altura hacia un afluente del río Futaleufú para llegar a Puerto Ramírez en la orilla del lago Yelcho. |                           |          |

### Cuarta etapa
| N.º | Tramo                          | Longitud |
| --- | ------------------------------ | -------- |
| 11 | Ramal a Casa Richards          | 48 km    |
| Partiría desde la estación ubicada en el kilómetro 60 del tramo Chacabuco-Balmaceda, subiendo 10 km por el valle del río Baguales, cruzando al valle del río Emperador Guillermo (donde se ubicaría una estación intermedia) y posteriormente a un afluente del río Ñirehuao, llegando a Casa Richards.    |                                |          |
| 12 | Ramal a Mañihuales             | 40 km    |
| Uniría el valle del río Mañihuales con Puerto Aysén y Puerto Chacabuco. Correría por la ladera poniente del río Mañihuales hasta la confluencia de los ríos Picaflor y Ñirehuao, contando con una estación intermedia.                                                                                     |                                |          |
| 13 | Ramal a Puerto Ibáñez          | 92 km    |
| Se iniciaría en el kilómetro 40 de la vía férrea entre Bahía Erasmo y Puerto Murta, pasando por un portezuelo de 600 metros de altitud hacia el valle del río Ibáñez siguiendo un afluente de este, continuando por la ribera sur hasta la confluencia con el estero del Bosque, alcanzando Puerto Ibáñez. |                                |          |
| 14 | La Colonia-Puerto Bajo Pisagua | 105 km   |
| Se proyectaba que la vía se ubicara por la orilla este del río Baker hasta su confluencia con el río Ventisquero, donde cruzaría hacia el lado oeste que después se convierte en la orilla norte, hasta alcanzar Puerto Bajo Pisagua.                                                                      |                                |          |

### Quinta etapa
| N.º | Tramo                          | Longitud |
| --- | ------------------------------ | -------- |
| 15 | Puerto Murta-Puerto Bertrand   | 90 km    |
| Con este tramo se buscaba unir todas las vías construidas al norte del lago General Carrera con los trazados construidos al sur de este, corriendo por el lado oeste desde Puerto Murta hasta su desagüe en el lago Bertrand, cruzando hacia Puerto Soto y bordeando la orilla oriental del lago hasta llegar a Puerto Bertrand. |                                |          |
| 16 | Puerto Cárdenas-Chaitén        | 40 km    |
| Correría por la orilla este del río Yelcho en dirección norte, y luego de cruzar el río Amarillo pasaría por un portezuelo bajo el valle del río Chaitén para finalizar en el puerto homónimo. |                                |          |
| 17 | Puerto Ramírez-Puerto Cárdenas | 55 km    |
| Se proyectaba que su trazado fuera completamente por la orilla occidental del lago Yelcho. |                                |          |
| 18 | Ramal al lago Yulton           | 50 km    |
| Partiría de Puerto Aysén, siguiendo hacia el norte por el río de Los Palos, bordeando por el occidente el lago homónimo y siguiendo por el valle al norte, pasando entre los lagos Meullín y Yulton hasta la base del volcán Cay.                                                                                                |                                |          |
| 19 | Ramal a Estancia Baker         | 50 km    |
| Iniciaría su recorrido en la confluencia de los ríos Baker y Chacabuco, siguiendo por este último valle hacia el este hasta alcanzar la estancia Baker. |                                |          |